# Fantôme avec chauffeur
Pour plus de détails, voir Fiche technique et Distribution.
Fantôme avec chauffeur est un film français réalisé par Gérard Oury, tourné en 1995 et sorti en 1996.
Le film se déroule à Paris. Un grand patron de la finance et son chauffeur sont tués. Alors que, vivants, ils n'avaient que des relations strictement professionnelles et hiérarchiques, leurs fantômes assistent le plus souvent ensemble aux conséquences de leurs modes de vie troublés.

## Synopsis
Georges Morel est depuis quinze ans le chauffeur de Philippe Bruno-Tessier, grand PDG de Synergie Export. En allant chercher son patron, il écoute la radio et se rend compte qu'il a gagné près de 5 millions de francs au Quinté +. Fort de sa nouvelle fortune soudaine, il refuse de travailler plus longtemps pour Philippe, qui le presse pourtant de le ramener chez lui. C'est alors que deux hommes font irruption à moto et tirent sur eux. Philippe et Georges se relèvent apparemment indemnes, mais ce dernier constate avec effroi que son cadavre, criblé de balles, gît sur le pavé : il est mort et devenu un fantôme que personne ne peut voir ni entendre, pouvant également traverser tout objet. Ne sachant encore qui de lui ou de son chauffeur était vraiment visé, Philippe se rend chez la compagne de Georges, Gisèle, pour lui annoncer la nouvelle. Il rentre ensuite chez lui et reçoit un fax l'informant le virement de 10 millions de dollars sur un compte au Liechtenstein établi au nom d'Édouard Martigues, son associé, qu'il convoque immédiatement. Il passe voir son fils Sébastien (avec qui il entretient une relation assez distante du fait de ses occupations) pour l'informer de la mort de Georges et lui demander de rejoindre sa mère à New York par sécurité. Pendant ce temps, Marcel Bourdon, l'amant de Gisèle, passe la voir et lui fait des avances, apprenant au passage l'existence du ticket gagnant, duquel il se montre évidemment très intéressé. 
Philippe lance un magnétophone miniature caché dans un Œuf de Fabergé pour enregistrer sa confrontation avec Martigues, qui ne semble pas inquiété des menaces de poursuites et de licenciement de son associé face au détournement de la commission d'une affaire importante. C'est alors que Martigues se jette sur Philippe et l'étouffe avec un oreiller. Devenu fantôme à son tour, ce dernier ne peut que constater son meurtre. A New York, Hélène apprend de son fils Sébastien la mort de son ex-mari. Alors que ce dernier regarde son corps être préparé pour la veillée funèbre, Georges se matérialise dans la pièce. Philippe, soulagé de trouver enfin quelqu'un à qui parler depuis sa mort, espère trouver un moyen de communiquer avec le monde des vivants par un cardinal de sa connaissance, qui viendra à la veillée bénir le corps. Mais comme les autres, il ne voit ni entend le fantôme des deux hommes. Mais Delphine, la cousine cleptomane de Philippe, vole l'Œuf de Fabergé posé sur le guéridon. Philippe, accompagné de son ex-chauffeur, la suit immédiatement, car se trouve dans l'œuf l'enregistrement de son propre meurtre. Dans la voiture de la cousine, Georges fait une démonstration de son nouveau don de téléportation à Philippe, mais préfère néanmoins rester avec son patron, dégoûté par la tromperie de Gisèle, que Marcel Bourdon ne lâche pas. Philippe parvient à rejoindre la chambre de son fils, avec qui il regrette désormais de ne pas avoir passé plus de temps. Au supermarché, la cousine Delphine se fait appréhender par la sécurité après avoir volé quelques articles, mais avant de se faire fouiller glisse discrètement l'oeuf dans le sac du vigile, qui le découvre une fois rentré chez lui. 
Les deux hommes se rendent ensuite à l'hôtel Georges V où est descendu Hélène en vue des obsèques, et où Sébastien se rend également pour la voir. Philippe est consterné de voir son fils prêter attention à la presse, qui le dépeint comme un magnat impitoyable dénué de bons sentiments, et plus encore quand il entend son ex-femme lui tenir un discours similaire, alors que contrairement à ce qu'elle prétend, c'est lui qui l'a quitté à cause de son alcoolisme et de ses infidélités. Sébastien s'en va sans un mot alors que sa mère était partie boire, et Philippe apprend qu'elle l'avait notamment trompé avec Georges, qui lui apprend en retour qu'il a couché avec tout son proche personnel féminin. Gisèle apprend à Marcel que la morgue n'a pas voulu lui remettre les affaires de Georges, où se trouvait le ticket, qui sont revenues à son épouse légitime. Deux trafiquants font alors irruption dans l'appartement, demandant à Gisèle où Georges a planqué la marchandise qu'il passait pour eux. Georges s'escamote, mais est vite rattrapé par Philippe, furieux d'apprendre que son chauffeur profitait des voyages d'affaires de son patron pour faire passer de l'Ecstasy cachée dans la voiture de fonction. Georges lui rétorque qu'en tant que PDG, Philippe usait lui aussi de pratiques pas forcément légales pour arriver à ses objectifs, selon ce dernier inévitables dans le domaine des affaires. Ne sachant toujours pas pour qui les coups de feu qui ont tué Georges étaient, les deux hommes reconnaissent mutuellement leurs torts. La drogue est cachée dans la DS de Georges que Sébastien, encore sous le coup des propos de sa mère et s'étant soudainement mis à boire, emprunte. L'adolescent conduit à toute allure dans les rues de Paris, avant de s'encastrer dans un camion poubelle. Le choc fait tomber les pilules cachées dans la voiture ce qui, combiné au fait que Sébastien roule sans permis et en état d'ébriété, le conduit à être emmené par la police. 
Dans un parc, Philippe et Georges rencontrent un homme qui peut les voir, les entendre et donc communiquer avec eux. Également mort, il se présente comme un passeur, un guide chargé de faire passer les âmes en transit restées sur Terre vers l'Au-delà. Il informe les deux fantômes qu'ils ont sûrement des affaires à régler avant de décider à effectuer le passage : Philippe souhaite rester encore un peu avec son fils, tandis que Georges doit s'assurer que le ticket gagnant ne tombe pas entre de mauvaises mains. Jeanne, l'épouse de Georges, l'a remis à la mère de celui-ci, qui a fait profiter d'argent des gains à sa maison de retraite, au grand dam de Marcel qui avait commencé à se rapprocher de Jeanne dans l'espoir de le reprendre. Ses affaires réglées, Georges salue son ancien patron et s'en va. 
Martigues récupère Sébastien au poste, qui se défend du trafic dont il est accusé. L'ex-associé lui propose, après que l'affaire soit traitée par le juge des enfants, de lui racheter les parts de la société qui lui étaient réservées en échange d'une vie tranquille avec sa mère aux États-Unis. Alors que Philippe fulmine de rage devant cette tentative de s'accaparer le contrôle de la société, Georges revient auprès de lui, n'ayant pas osé partir seul et préférant accompagner son ex-patron jusqu'au bout. Dans la chambre de Sébastien, Georges se retrouve accidentellement aspiré dans la télévision du jeune homme, et peut de ce fait être vu et entendu. Il l'appelle, et Philippe prend sa place dans le poste pour enfin parler à son fils : il l'informe de l'emplacement de l'œuf et de son importance en tant que preuve, mais la télé explose avant qu'il n'ait eu le temps de prononcer le nom de son assassin. 
Sébastien apprend du vigile que celui-ci a donné l'œuf à un ami brocanteur, qui l'a mis en vente aux marché aux puces de la porte de Montreuil. Le jeune homme se rend au palais de justice pour son rendez-vous avec le juge des enfants où l'attend impatiemment Martigues, à qui il apprend l'emplacement de l'œuf et le secret qu'il renferme. Celui ci décide alors d'aller immédiatement avec Sébastien récupérer l'objet. Aux puces, Philippe parvient par un téléviseur à prévenir Sébastien que Martigues l'a tué : le jeune homme s'empare de l'œuf et s'enfuit le cacher dans sa chambre avant d'appeler la police. Mais Martigues le rattrape, raccroche le téléphone et le presse de lui rendre l'œuf, admettant au passage qu'il est l'assassin. Sébastien lui lance alors son casque de réalité virtuelle sur la tête, qu'il ne parvient pas à enlever. Dans la simulation, il rencontre Georges et Philippe, ce dernier faisant mine de remercier son ex-associé de l'avoir tué, car son expérience en tant que fantôme l'a amené à comprendre le sens de la vie et redécouvrir son amour pour son fils, lui apportant la sérénité. Paniqué et apeuré, reculant pour échapper aux deux fantômes, Martigues arrache le casque, bute contre le rebord de la fenêtre et fait une chute mortelle. 
Sébastien revêt à son tour le casque, ce qui lui permet de revoir une dernière fois son père qui, après lui avoir donné en dernier conseil de suivre sa propre voie et de ne pas se laisser aveugler par l'ambition et l'argent comme lui l'a été durant sa vie, fait ses adieux à son fils bouleversé et s'en va avec Georges rejoindre le passeur au jardin public. Là, le fantôme de Martigues apparaît, mais le passeur lui ordonne de s'asseoir sur l'autre banc, qui s'enfonce ensuite dans le sol, emmenant Martigues en Enfer pour les crimes qu'il a commis. Georges et Philippe voient eux leur banc s'envoler, le passeur les emmenant vers l'Au-delà. 

## Fiche technique
- Titre : Fantôme avec chauffeur
- Titres de travail : Le cireur de pompes, Esprit es-tu là ?, Bizarre, bizarre..., Deux fantômes sur un pommier, Deux fantômes en transit, Deux fantômes sur un banc, Deux fantômes en colère
- Réalisation : Gérard Oury, assisté de David Artur
- Scénario : Francis Veber
- Musique : Wojciech Kilar
- Image : Robert Fraisse
- Son : Alain Sempé
- Production : Alain Poiré pour Gaumont
- Pays d'origine :  France
- Format : couleur - 35 mm - 1,85:1 - son Dolby SR - procédé cinématographique : sphérique
- Genre : comédie
- Durée : 78 minutes
- Date de sortie : 20 mars 1996 (France)
- Sortie en DVD : 2 avril 2009 (France)

## Distribution
- Philippe Noiret : Philippe Bruneau-Teissier
- Gérard Jugnot : Georges Morel, son chauffeur
- Jean-Luc Bideau : Édouard Martigues, l'associé de Philippe
- Charlotte Kady : Gisèle, la compagne de Georges
- Daniel Russo : Marcel Bourdon, l'amant de Gisèle
- Béatrice Agenin : Hélène, l'ex-épouse de Philippe
- Maxime Boidron : Sébastien, le fils de Philippe
- Sophie Desmarets : Delphine, la cousine cleptomane de Philipe
- Daniel Gélin : Le passeur (le guide céleste)
- Manfred Andrae : Julius
- Jean-Philippe Puymartin : L'inspecteur principal
- Olivier Broche : L'employé des Pompes Funèbres
- Annie Grégorio : La bonne
- Patrick Massieu : Maïovski, le vigile
- Olivier Hémon : Un vigile
- Jean-Pierre Clami : Le directeur du supermarché
- Olivier Pajot : Le docteur Berthelet
- Marie-Christine Adam : Mme Berthelet
- Louba Guertchikoff : La mère de Georges
- Patrice Abbou : Le vendeur de saucisses
- Carlo Nell : Le passant bousculé par Sebastien
- Paule Daré : Jeanne, la femme de Georges
- Sylvestre Amoussou : un policier
- Julien Lepers : Lui-même

## Autour du film
- Il s'agit de l'avant-dernier long-métrage de Gérard Oury, trois ans avant Le Schpountz (1999).

- Deuxième collaboration entre Gérard Oury et Philippe Noiret, 35 ans après ''Le crime ne paie pas'' et deuxième collaboration avec Gérard Jugnot après ''Le Coup du parapluie''.
- On peut voir le logo Sega sur la formule 1 rouge dans la chambre de Sébastien (Maxime Boidron) le fils de Philippe (Philippe Noiret), cela fait référence au jeu vidéo Virtua Racing.

- La voiture conduite par Gérard Jugnot dans le film est une Renault Safrane V6 Baccara, voiture la plus luxueuse produite par Renault de 1992 à 1996.

- On peut voir des extraits de Questions pour un champion dans le film.